# Salsuginus
Salsuginus is een platwormengeslacht uit de familie Ancyrocephalidae. De wetenschappelijke naam van het geslacht werd voor het eerst geldig gepubliceerd in 1984 door Beverley-Burton.

## Soorten
- Salsuginus angularis (Mueller, 1934) Beverley-Burton, 1984
- Salsuginus bahamianus (Hanek & Fernando, 1972) Murith & Beverley-Burton, 1985
- Salsuginus bermudae Rand & Wiles, 1987
- Salsuginus cubensis Mendoza-Franco, Vidal-Martínez, Cruz-Quintana & Prats León, 2006
- Salsuginus fundulus (Mizelle, 1940) Beverley-Burton, 1984
- Salsuginus heterocliti Murith & Beverley-Burton, 1985
- Salsuginus neotropicalis Mendoza-Franco & Vidal-Martínez, 2001
- Salsuginus neotropicalis Mendoza-Franco & Vidal-Martinez, 2001
- Salsuginus seculus (Mizelle & Arcadi, 1945) Murith & Beverley-Burton, 1985
- Salsuginus spirae (Williams, 1980) Murith & Beverley-Burton, 1985
- Salsuginus thalkeni Janovy, Ruhnke & Wheeler, 1989
- Salsuginus umbraensis (Mizelle, 1938) Murith & Beverley-Burton, 1985
- Salsuginus yutanensis Ferdig, McDowell & Janovy, 1991